# آندوسکوپی
درون‌بینی
یا آندوسکوپی (به انگلیسی: Endoscopy) در پزشکی، عمل دیدن و مشاهدهٔ درون بدن با مقاصد تشخیصی یا گاهی درمانی است که با دستگاهی به نام درون‌بین صورت می‌گیرد. حفره‌ها و مجاری درون بدن امکان استفاده از دستگاه درون‌بین را برای معاینهٔ پزشکی درون بدن فراهم کرده‌است. اصول کار درون‌بینی، استفاده از یک آینه و نور بازتابیده‌است.
متخصصان داخلی برای دیدن پوشش مری و معده از راه درون‌بینی، لولهٔ ضخیمی را از حلق بیماران عبور می‌دهند که این، برای بسیاری از آن‌ها ناراحت‌کننده است برای همین در اکثر مواقع از بیهوشی لایت یا خواب عمیق توسط داروی بیهوشی استفاده می‌کنند.
امروزه در درون‌بینی، تصاویر گرفته‌شده از بدن به یک واحد پردازشگر ویدئویی منتقل می‌شوند و در بیشتر اعمال جراحی آندوسکوپی، از ویدئو و دوربین‌ها برای دیدن و ثبت عمل استفاده می‌شود. با این روش، تصاویر رنگی قابل ضبط و ذخیره شدن به‌دست می‌آید. به تازگی آزمایش‌هایی نیز با یک دوربین کوچک بلعیدنی (کپسول آندوسکوپی) برای درون‌بینی دستگاه گوارش انجام شده‌است.
امروزه درون‌بینی، رایج‌ترین و دقیق‌ترین روش معاینه برای دیدن انحرافات و گرفتگی‌های بینی نیز هست.
درون‌بینی در عمل جراحی دیسک کمر و گردن نیز کاربرد دارد. از مهم‌ترین مزیت‌های عمل جراحی دیسک کمر با روش درون‌بینی، ترخیص سریع بیمار پس از عمل، کاهش درد، طول برش جراحی و محدودیت‌های حرکت و بهبودی سریع است. با این روش برخلاف روش‌های معمول و قدیمی‌تر، رباط‌ها و عناصر پیرامون مهره آسیب نمی‌بیند.

## تاریخچه
برای نخستین بار درون‌بین دارای منبع نور در سال ۱۸۹۴/۵ توسط جان مکاینتایر در بیمارستان سلطنتی گلاسکو در اسکاتلند برای بررسی حنجره استفاده شد.

## کاربرد در حوزهٔ پزشکی
برای هر کدام از موارد زیر در پزشکی ممکن است از درون‌بینی استفاده کنند:

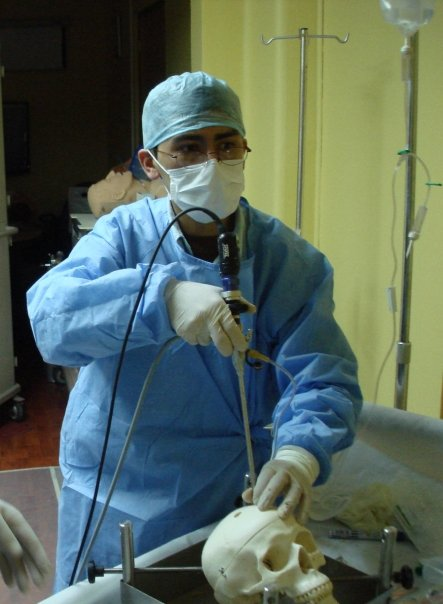
آموزش درون‌بینی

بررسی علائم مانند علائم دستگاه گوارش از جمله تهوع، استفراغ، درد شکم، مشکل بلع و خون‌ریزی گوارشی.
تأیید تشخیص، اغلب با انجام بیوپسی برای بررسی شرایطی مانند کم‌خونی، خون‌ریزی، التهاب و سرطان‌های دستگاه گوارش.
درمان‌هایی مانند کتتر گذاشتن برای رگ خونریزی کننده، گشاد کردن مری باریک، برداشتن یک پولیپ یا از بین بردن یک ضایعهٔ خارجی.
سازمان‌های تخصصی که در مشکلات گوارشی متخصص هستند، توصیه می‌کنند که بسیاری از بیماران مبتلا به مری بارت، درون‌بینی را به‌صورت دوره‌ای انجام دهند.
ارائه‌دهندگان خدمات بهداشتی می‌توانند از درون‌بینی برای بررسی هر یک از قسمت‌های بدن که در زیر بیان شده‌است، استفاده کنند:

دستگاه گوارش:

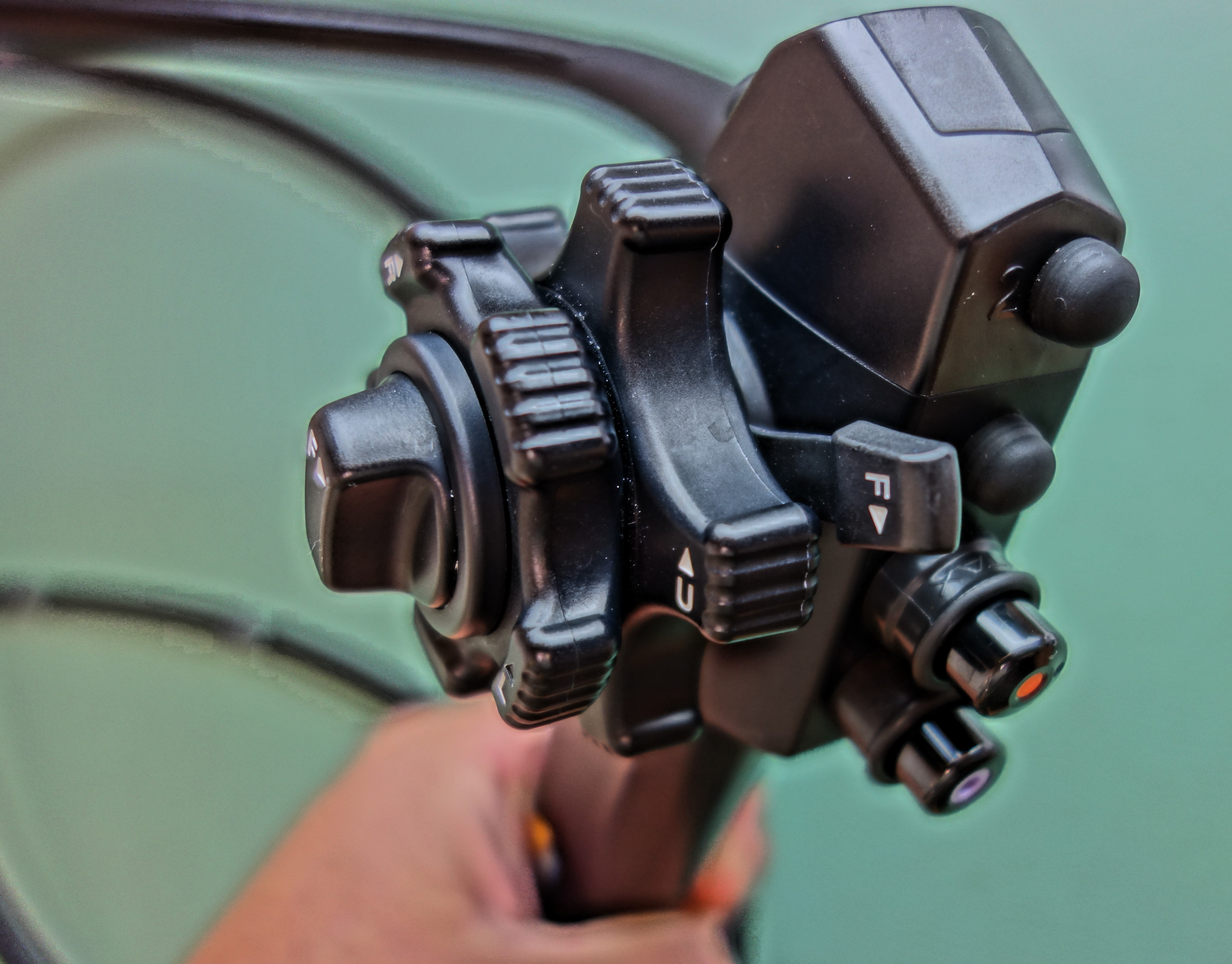
قسمتی از درون‌بین برای جراحی

- مری، معده و دوازدهه (ازوفاگوگاسترودئودنوسکپی)
- روده باریک (Enteroscopy)
- روده بزرگ / کولون (کولون‌بینی، سیگموئیدوسکوپی)
- درون‌بینی مغناطیسی
- مجرای صفراوی
- درون‌بینی رتروگراد (cholangiopancreatography یا ERCP)، کلانژیوپانکروتسکوپی با کمک دوازدهه‌بین (دئودنوموسکوپ)
- راست‌روده (راست‌روده‌بینی) و مخرج (مخرج‌بینی)، هر دو با عنوان (پروکتوسکوپی) نیز نامیده می‌شوند.

دستگاه تنفسی
- بینی (rhinoscopy)
- راه هوایی فوقانی (حنجره‌بینی)
- راه هوایی تحتانی (برونکوسکوپی)
- گوش (گوش‌بین)

دستگاه ادراری (سیستوسکوپی)
دستگاه تولیدمثل زنان (gynoscopy)
- گردن رحم (کولپوسکوپی)
- رحم (هیستروسکوپی)
- لوله‌های فالوپ (فالوپوسکوپی)

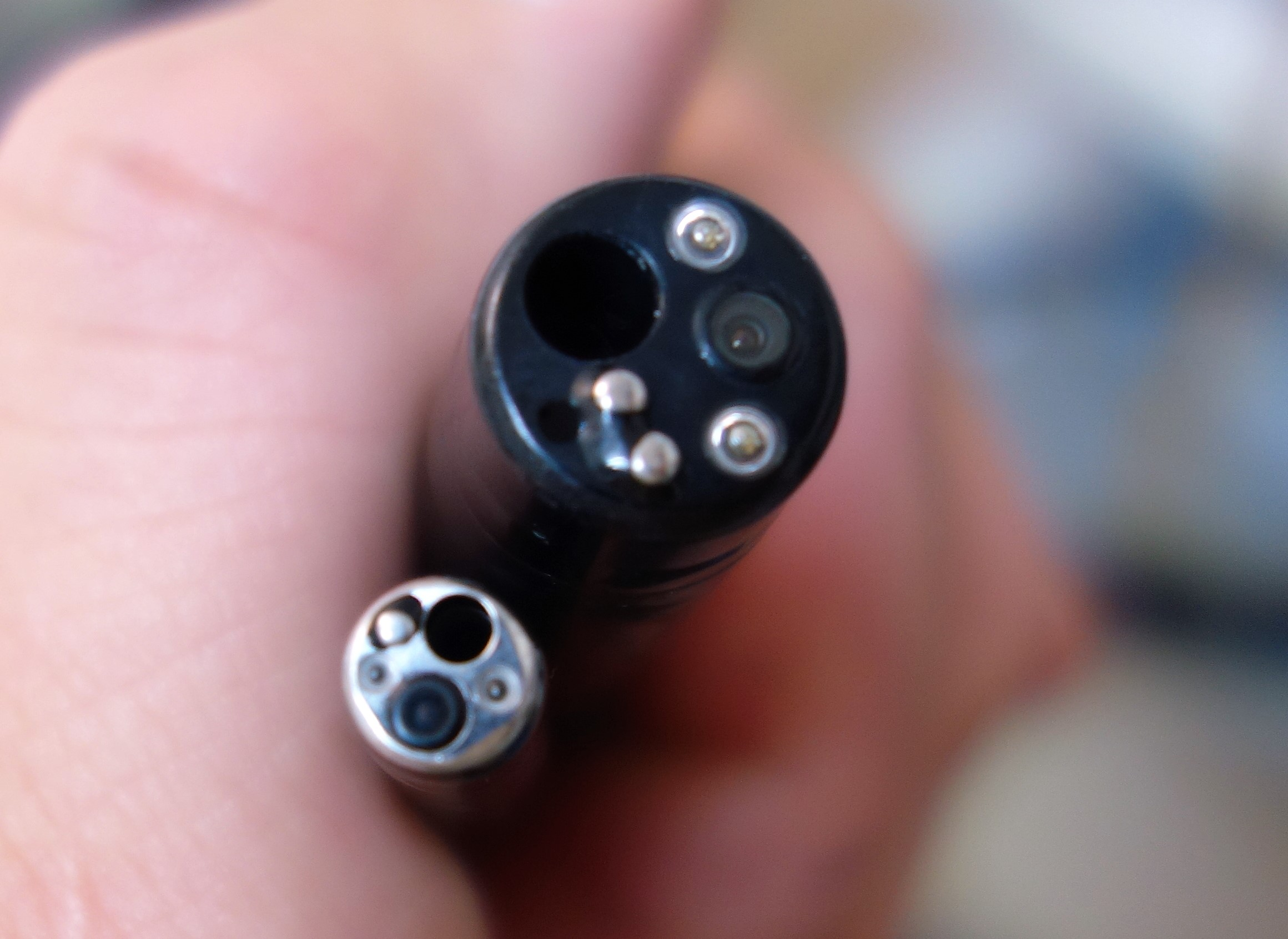
نوک آندوسکوپ

حفره‌های بدن که به‌صورت عادی بسته‌اند. (از طریق برش کوچک):
- حفره شکمی یا لگنی (لاپاروسکوپی)
- داخل مفصل (آرتروسکوپی)
- ارگان‌های قفسهٔ سینه (توراکوسکوپی و مدیاستینوسکوپی) آندوسکوپ، پروتوسکوپ، رکتوسکوپ

آندوسکوپ، پروتوسکوپ، رکتوسکوپ

آندوسکوپی برای بسیاری از روندهای زیر استفاده می‌شود:
 در دوران بارداری
- آمنیون (آمنیوسکوپی)
- جنین (فتوسکوپی)

جراحی پلاستیک
پاناندوسکوپی (یا آندوسکوپی سه‌گانه)

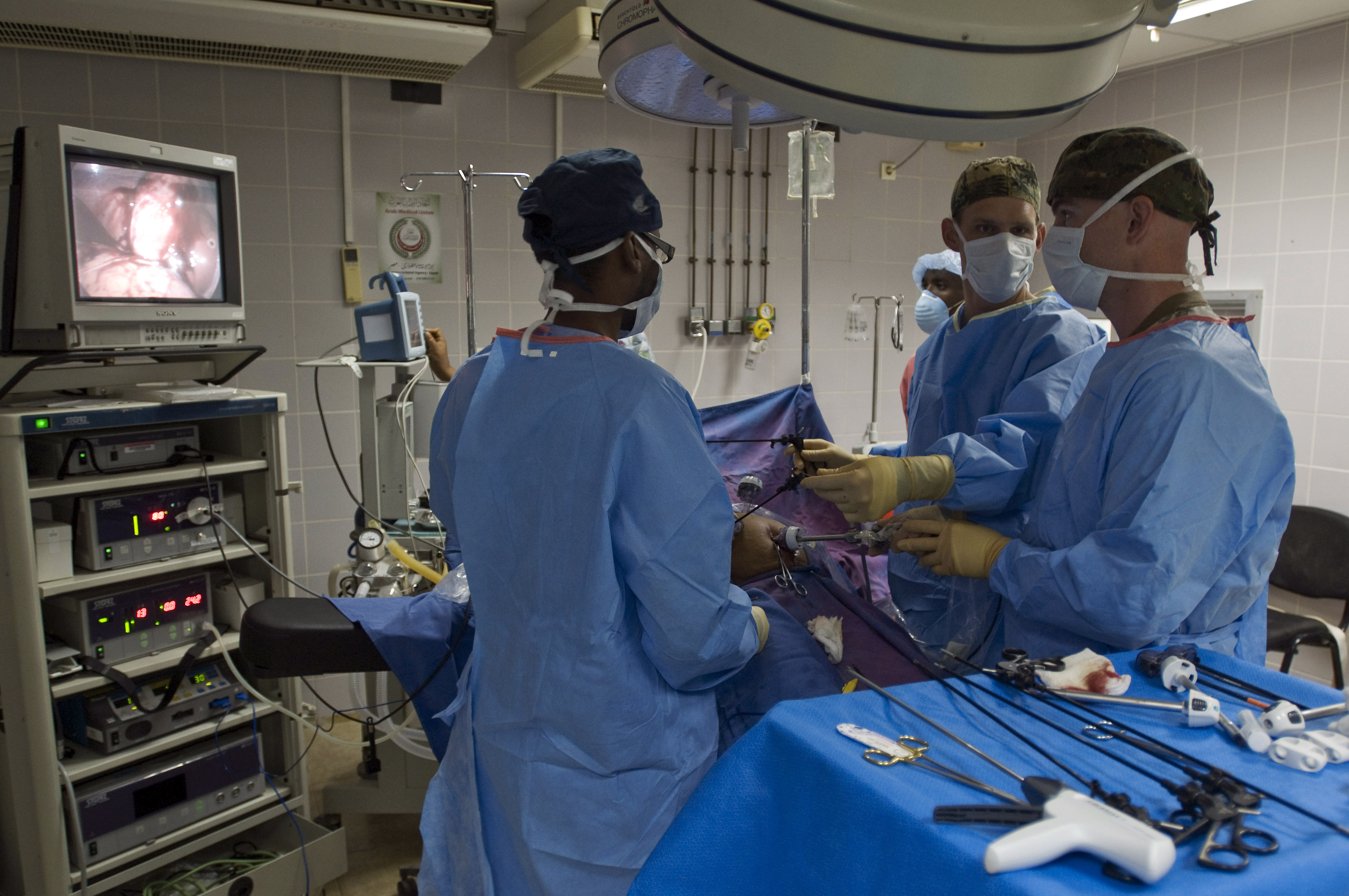
عمل آندوسکوپی

- ترکیب حنجره‌بینی، ازوفاگوسکپی و برونکوسکوپی

جراحی ارتوپدی
- جراحی دست مانند انتشار تونل کارپال آندوسکوپی
- جراحی زانو مانند بازسازی رباط صلیبی قدامی
- فضای اپیدورال (اپیدوروسکوپی)
- بورس (بورسکتومی)

جراحی ریشه‌درمانی
- جراحی سینوس فکی
- جراحی ریشه دندان

جراحی آندوسکوپی اندونازال
جراحی آندوسکوپی ستون مهره‌ها
آندوسکوپی یک روش ساده است که اجازه می‌دهد تا یک پزشک در داخل بدن انسان با استفاده از یک ابزار به‌نام آندوسکوپ نگاه کند. ابزار برش را می‌توان به انتهای اندوسکوپ متصل کرد و سپس می‌توان از دستگاه برای انجام جراحی استفاده شود که معمولاً فقط جای زخم کوچکی باقی می‌ماند.

## کاربردهای غیرپزشکی
- برنامه‌ریزی و جامعه معماری از اندوسکوپ‌های معماری برای پیش تجسم مدل‌های مقیاس شدهٔ ساختمان‌های پیشنهادی و شهرها استفاده می‌کنند. Bougie Dilator مری

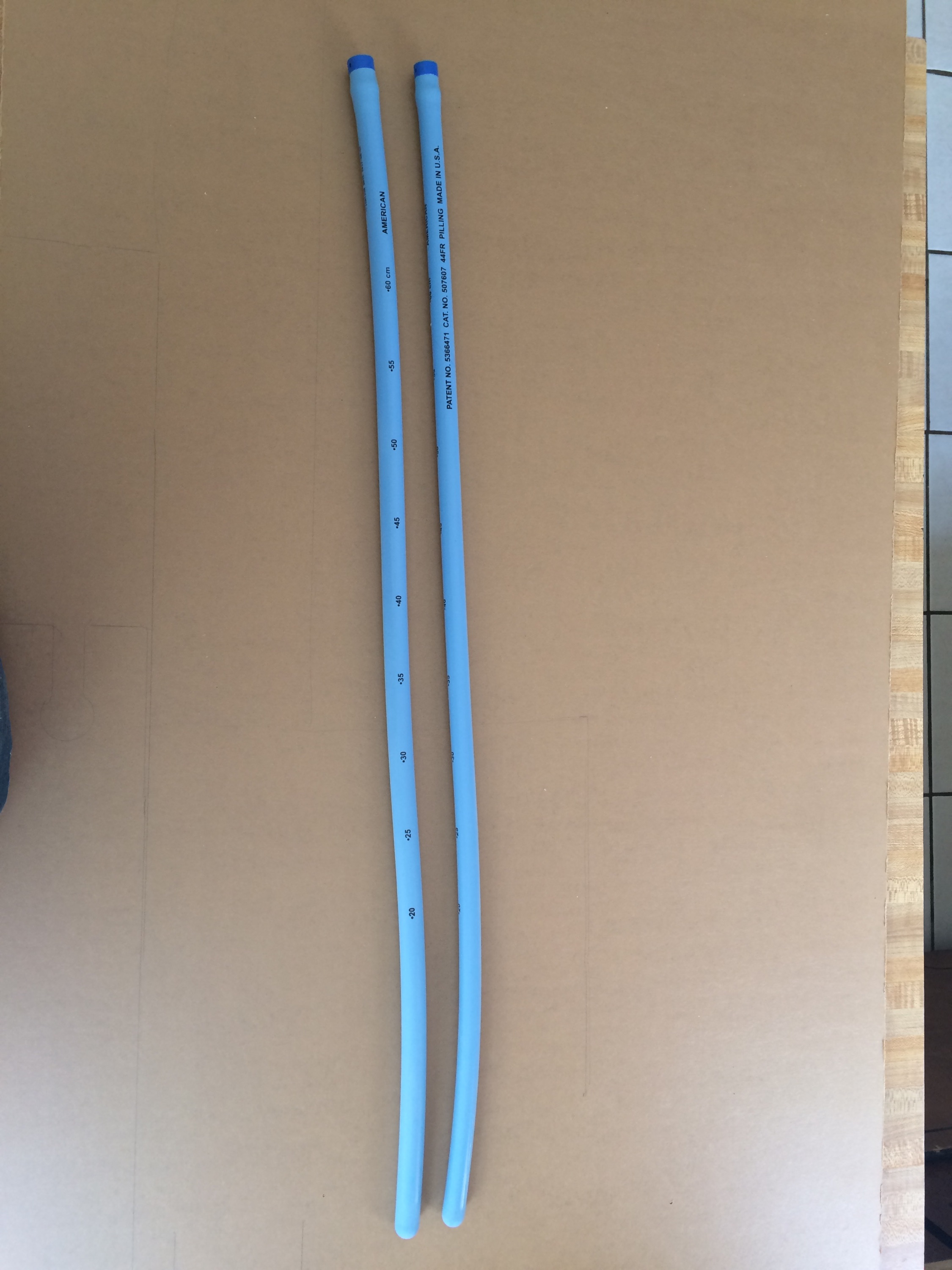
Bougie Dilator مری

- بازرسی داخل سیستم‌های پیچیده فنی (برسکوپ)
- از آندوسکوپ‌ها همچنین در بررسی دستگاه‌های انفجاری دست‌ساز و خنثی‌سازی بمب استفاده می‌شود.
- FBI از اندوسکوپ‌ها برای نظارت فضاهای تنگ استفاده می‌کند.

## خطرات
خطرات اصلی آندوسکوپی شامل عفونت، آرام‌بخشی بیش از حد، ایجاد سوراخ، یا پریشانی معده یا مری یا خونریزی است. اگرچه نفوذ به‌طور کلی نیاز به عمل جراحی دارد، موارد خاصی ممکن است با آنتی‌بیوتیک‌ها و مایعات داخل وریدی درمان شود. خونریزی ممکن است در محل بیوپسی یا حذف پولیپ رخ دهد. چنین خونریزی به‌طور معمول جزئی است و ممکن است به سادگی و خودبه‌خود متوقف شود یا با گذاشتن کتتر کنترل شود. به ندرت جراحی ضرورت دارد. ایجاد سوراخ و خونریزی در حین گاستروسکوپی نادر است. سایر خطرات جزئی شامل واکنش‌های دارویی و عوارض مربوط به بیماری‌های دیگر است که بیمار ممکن است داشته باشد. در نتیجه، بیماران باید همهٔ اطلاعات در مورد حساسیت‌ها و مشکلات پزشکی خود را به پزشک اطلاع دهد. گاهی اوقات محل تزریق بیهوشی ممکن است برای مدت کوتاهی ملتهب و نازک شود. این مشکل معمولاً جدی نیست و استفاده از کمپرس گرم برای چند روز معمولاً مفید است. در حالی که هر یک از این عوارض ممکن است رخ دهد، خوب است که به یاد داشته باشید که هر یک از خطرات، کاملاً نادر است و پزشک می‌تواند با توجه به عمل گاستروسکوپی، با بیمار بیشتر در مورد خطرات صحبت کند.

## آمادگی‌های قبل از آندوسکوپی
به‌طور کلی ۴ تا ۶ ساعت قبل از آندوسکوپی نباید هیچ غذایی میل کرد و باد معده کاملاً خالی باشد اما تا ۲ ساعت قبل از آن خوردن آب بلامانع است. قبل از آندوسکوپی در مورد تمام داروها و مکمل‌هایی که مصرف می‌کنید با پزشک خود مشورت کنید. اگر از داروهای رقیق کننده خون استفاده می‌کنید، احتمالاً پزشک توصیه می‌کند در روزهای قبل از آندوسکوپی مصرف آن را قطع کنید؛ زیرا برخی اقدامات در طی آندوسکوپی خطر خونریزی را افزایش می‌دهد. اگر شرایط مزمن مانند دیابت، بیماری قلبی یا فشار خون بالا دارید، با پزشک مشورت نمایید. امکان دارد پزشک برای شما آرام بخش تجویز کند که در این صورت برای همراهی خود تا منزل بعد از آندوسکپی باید یک همراه با خود داشته باشید

## بعد از آندوسکوپی
پس از عمل، بیمار در یک اتاق آندوسکوپی قرار می‌گیرد تا زمانی که بخش قابل توجهی از اثرات دارو از بین رود. گاهی اوقات بیمار دچار گلودرد خفیف می‌شود که ممکن است هفته‌ها طول بکشد یا اصلاً این اتفاق نیفتد. بیمار ممکن است احساس خوبی در نفس کشیدن نداشته باشد که این مشکل زودگذر و سریع هست. هنگامی که بیمار به‌طور کامل بهبود می‌یابد، به بیمار برای چندساعت رژیم خاصی داده می‌شود و بیمار می‌تواند به خانه برگردد. در صورت استفاده از آرامش بخش، در اغلب مواقع لازم است که بیمار توسط فرد دیگری به خانه برده شود و در طول روز با ماشین کار نکند. بیمارانی که آندوسکوپی بدون آرامبخش داشته‌اند می‌توانند بدون کمک محل را ترک کنند.

## آندوسکوپ
آندوسکوپ یا درون‌بین وسیله‌ای است به قطر حدود ۴ میلی‌متر و طول ۲۰ میلی‌متر که سر آن حاوی لنزی است که ناحیه مورد بررسی را به وضوح روی نمایشگر تلویزیون نشان می‌دهد. این لنز با زاویه‌های ۰، ۳۰، ۷۰، ۹۰، ۱۲۰ درجه وجود دارد.
آندوسکوپ می‌تواند شامل موارد زیر باشد:
- یک لوله سفت یا انعطاف‌پذیر.
- یک سیستم منبع نور برای روشن کردن ارگان‌ها. منبع نور به‌طور عادی خارج از بدن است و نور از طریق یک سیستم فیبر نوری هدایت می‌شود.
- یک سیستم لنز که تصویر را از لنز هدف به بیننده منتقل می‌کند، معمولاً یک سیستم لنز رله برای آندوسکوپ سفت یا یک بسته فیبر نوری برای فیبروسکوپ است.
- یک چشمی. ابزارهای مدرن ممکن است بدون هیچ چشمی ویدیوسکوپ باشند. یک دوربین تصویر را به یک صفحه برای ضبط تصویر منتقل می‌کند.
- یک کانال اضافی برای ورود دستگاه‌های پزشکی یا دستگیره‌ها.

اخیراً دانشمندان هنگ کنگی آندوسکوپی به مراتب بهتر برای معاینه، آزاد کردن نانوربات‌های تحویل دارو یا نمونه‌برداری از بافت‌های دستگاه گوارش توسعه داده‌اند. این آندوسکوپ می‌تواند با کم‌ترین میزان درد و ناراحتی برای بیماران، کل روده باریک را در عرض ۳۰ دقیقه معاینه کند و توسط میدان مغناطیسی از خارج بدن کنترل می‌شود.

## تاریخچه
اولین آندوسکوپ در سال ۱۸۰۶ توسط فیلیپ بوزینی در مانزز با معرفی "Lictleiter" (رسانای نور) برای بررسی کانال‌ها و حفره‌های بدن انسان توسعه یافت. با این حال، انجمن پزشکی وین این را تأیید نکرد. اولین آندوسکوپ استفاده شده در یک عملیات موفقیت‌آمیز، توسط آنتونیون ژن دسورومو بود که اختراع آن قبل از اختراع برق بود.

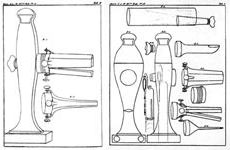
تصویر Bozzini's "Lichtleiter"

استفاده از نور الکتریکی یک گام مهم در بهبود آندوسکوپی بود. اولین بار چراغ‌های خارجی که برای سیستوسکوپی، هیستروسکوپی و سیگموئیدوسکوپی و همچنین بررسی حفره‌های بینی (و بعد از قفسه سینه) در بیماران توسط سر فرانسیس کروز (با استفاده از اندوسکوپ تجاری موجود خود)) توسط ۱۸۶۵ در بیمارستان Mater Misericordiae در دوبلین، ایرلند استفاده شد. بعدها، لامپ‌های کوچکتر درست شد که امکان استفاده از نور را در داخل بدن فراهم کرد به عنوان مثال در هیستروسکوپ توسط چارلز دیوید در سال 1908.
Hans Christian Jacobaeus برای اولین بار اکتشافاتی از آندوسکوپی شکم و قفسه سینه با لاپاراسکوپی (۱۹۱۲) و توراکوسکوپی (۱۹۱۰) منتشرکرد. اگرچه اولین معاینه توروکوسکوپی در انسان توسط کروز بود. لاپاروسکوپی در تشخیص بیماری کبد و کیسه صفرا توسط هاینز کالک در دهه ۱۹۳۰ مورد استفاده قرار گرفت. در سال ۱۹۳۷ از لاپاروسکوپی برای تشخیص حاملگی خارج از رحم استفاده شد. در سال ۱۹۴۴، رائول پالمر بیماران خود را در موقعیت Trendelenburg پس از انسداد گاز از شکم قرار داد و در نتیجه قادر به انجام لاپاراسکوپی gynecologic شد.

### Wolf and Storz
جرج ولف (۱۹۳۸–۱۸۷۳) یک برندساز اندوسکوپ‌های سفت و سخت است که در سال ۱۹۰۶ تأسیس شد، گاستروسکوپ انعطاف‌پذیر Sussmann را در سال ۱۹۱۱ تولید کرد (Modlin, Farhadi Journal of Gastroenterology Clinical، 2000). Karl Storz از طریق شرکت خود شروع به تولید ابزار برای متخصصان ENT در سال ۱۹۴۵ کرد.

### فیبرهای نوری
Basil Hirschowitz و Larry Curtiss اولین فیبرنوری آندوسکوپ را در سال ۱۹۵۷ اختراع کردند. Harold Hopkins پیش از این در دهه ۱۹۵۰ «فیبروسکوپ» را طراحی کرده بود که شامل یک مجموعه ای از الیاف شیشه ای انعطاف‌پذیر بود که می‌توانست یک تصویر را انتقال دهد. این اثرات مفید هم به لحاظ پزشکی و هم از لحاظ صنعتی، و تحقیقات بعدی منجر به بهبود کیفیت تصویر شد.
در عمل‌های قبلی یک لامپ رشته‌ای کوچک بر روی نوک آندوسکوپ قرار می‌گرفت و خطر سوزاندن بیمار را به همراه داشت. علاوه بر پیشرفت‌های نوری، هدایت نوک آندوسکوپ نیز توسعه یافت.

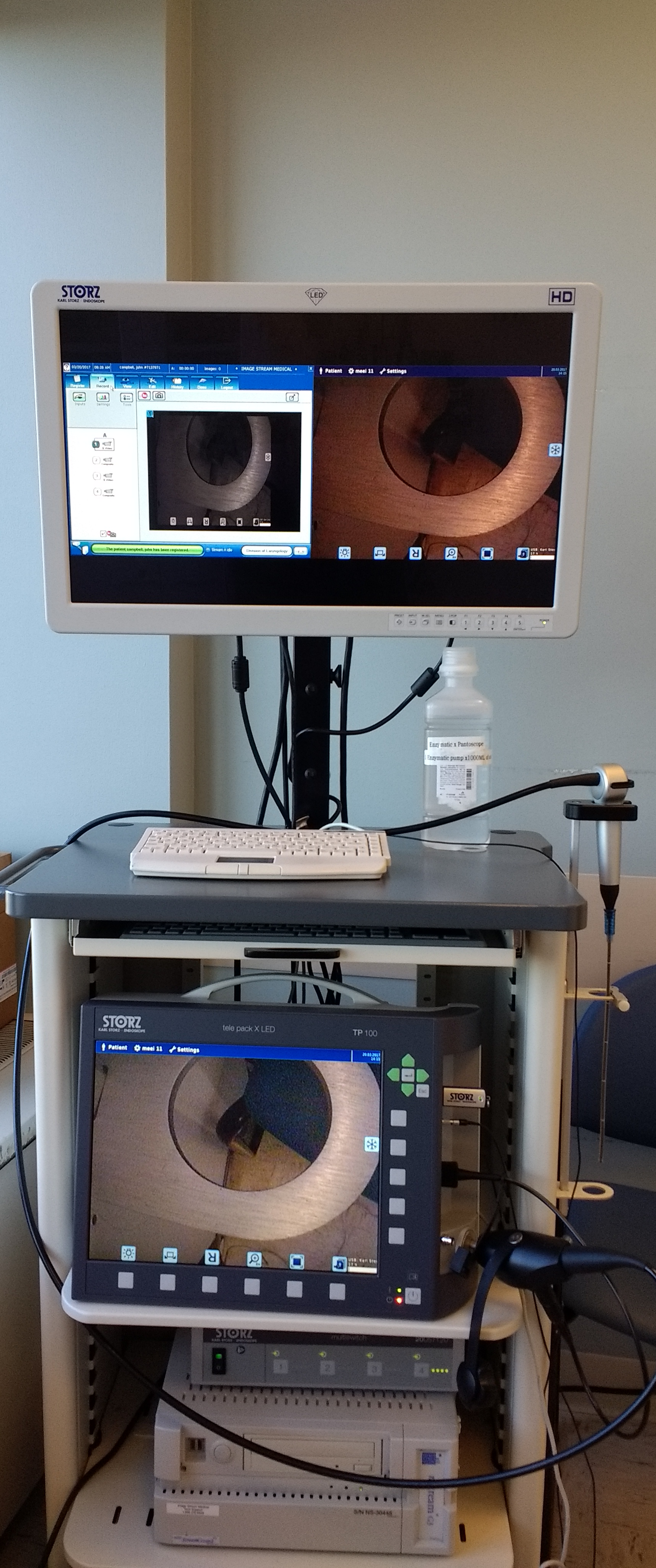
آندوسکوپی Storz

### آندوسکوپی لنزهای میله‌ای شکل
محدودیت‌های فیزیکی برای کیفیت تصویر یک فیبروسکوپ وجود دارد. یک بسته از ۵۰٬۰۰۰ الیاف به‌طور مؤثر به تنهایی یک تصویر ۵۰٬۰۰۰ پیکسل به همراه می‌آورد و چون از خم شدن استفاده می‌کند و الیاف را از بین می‌برد، به این ترتیب پیکسل‌ها را از دست می‌دهد. در نهایت بسیاری از آن‌ها از بین می‌روند که بسته کامل باید جایگزین شود (هزینه قابل توجهی). Harold Hopkins متوجه شد که هر بهبود نور بیشتر نیاز به یک رویکرد متفاوت دارد. آندوسکوپ‌های سفت قبلی از انتقال نور کم و کیفیت تصویر ضعیف رنج می‌برد. راه حلی که Hopkins اختراع کرد، پر کردن فضای هوایی بین لنزهای کوچک با میله‌های شیشه ای بود.

## بازتولید آندوسکوپ
سطح بالای ضدعفونی آندوسکوپ‌های انعطاف‌پذیر توسط تمام مراکز صدور دستورالعمل ملی مورد نیاز است. سطح بالای ضدعفونی اندوسکوپ‌ها در طی یک فرایند چندمرحله‌ای به‌نام بازتولید اتفاق می‌افتد. بازتولید آندوسکوپ‌ها شامل بیش از ۱۰۰ مرحله است. این مراحل را می‌توان به دسته‌های گسترده‌ای مانند از پیش تمیز کردن، تست نشت، تمیزکردن دستی، تأیید تمیزی، بازرسی بصری، ضدعفونی سطح بالا، شستشو، خشک کردن و ذخیره‌سازی تقسیم کرد. عدم انجام تمام این مراحل به درستی می‌تواند منجر به آلودگی باقی‌مانده در اندوسکوپ‌ها شود.
در انگلستان، دستورالعمل‌های دقیق در مورد ضدعفونی‌کننده و ضدعفونی اندوسکوپ‌های انعطاف‌پذیر وجود دارد، اخیراً CfPP 01–06 در سال ۲۰۱۳ منتشرشد. آندوسکوپی سخت مانند آرتروسکوپ می‌تواند همانند ابزار جراحی استریل شود، در حالی که آندوسکوپ‌های انعطاف‌پذیر نمی‌توانند استریل شوند.

## پیشرفت‌های اخیر
با استفاده از سیستم‌های رباتیک، جراحی می‌تواند در یک محل بسیار دور از بیمار انجام شود. اولین عمل جراحی transatlantic به عنوان عملیات Lindbergh نامیده می‌شود.
ابزار اندازه‌گیری pH برای دستگاه‌های دستگاه گوارش بی‌سیم اکنون می‌تواند به وسیله اندوسکوپ قرار گیرد تا تمایل PH در یک ناحیه از راه دور ثبت شود.
شبیه‌ساز واقعیت مجازی آندوسکوپی

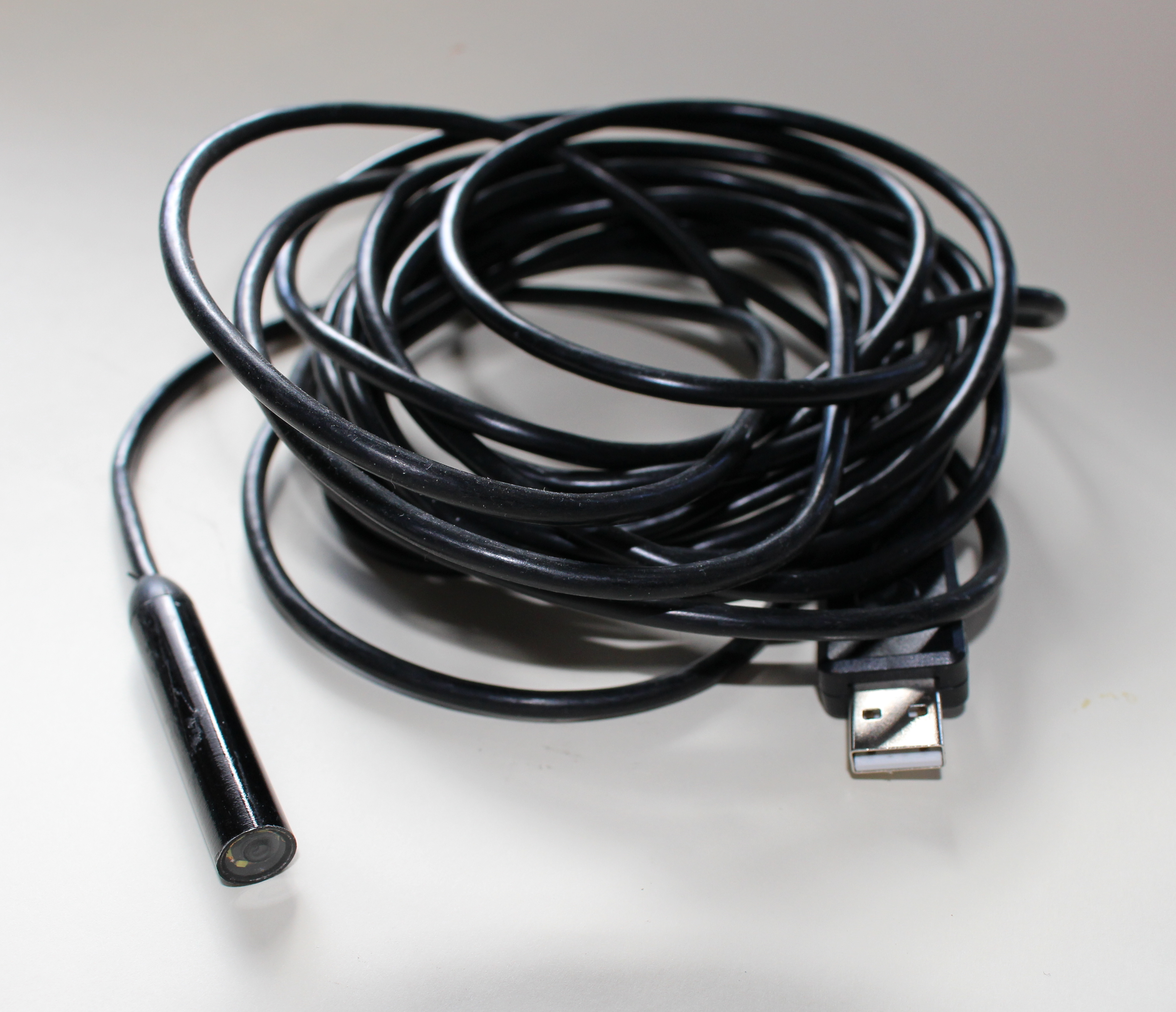
آندوسکوپ یواس‌بی ضدآب ارزان‌قیمت مورد استفاده در زمینه‌های غیرپزشکی

شبیه‌سازهای واقعیت مجازی برای آموزش پزشکان در مهارت‌های مختلف آندوسکوپی در حال توسعه است.

## آندوسکوپی یک‌بار مصرف
اخیراً آندوسکوپی یک‌بار مصرف، نوعی جدید از ابزار آندوسکوپی است. توسعه‌های اخیر اجازهٔ ساخت اندوسکوپ‌های ارزان و تنها برای یک بیمار شده‌است. اینکار برای رفع آلودگی متقابل و بیماری‌های درمانی بیمارستان است. یک کنسرسیوم اروپایی SME در حال کار بر روی پروژه DUET (استفاده یکبار مصرف از ابزار آندوسکوپی) برای ساخت یک اندوسکوپ یکبار مصرف است.

## کپسول آندوسکوپی
یک تکنولوژی آندوسکوپی جدید از کنترل مغناطیسی کپسول آندوسکوپ (MGCE) برای کنترل بی‌سیم، نظارت و تصویربرداری استفاده می‌کند.

## واقعیت افزوده
تصویر آندوسکوپی را می‌توان با منابع تصویر دیگر ترکیب کرد تا اطلاعات اضافی را برای جراح فراهم کرد. به عنوان مثال، موقعیت یک تومور ممکن است در ویدیوی آندوسکوپی نشان داده شود.

## اندازه‌گیری آندوسکوپی
تحقیقات کنونی بر روی مجموعه آندوسکوپی داده‌های سه بعدی، مانند سه‌بعدی‌سازی لیزر انجام می‌شود. با توجه به استفاده از نور، هندسه درونی می‌تواند با دقت در حد μm اندازه‌گیری شود. دیگر تکنولوژی‌های آندوسکوپ در حال ظهور است که خواص نوری بیشتری مانند پلاریزاسیون نوری، فاز نوری و آندوسکوپی‌های hyperspectral را که تصاویر را در طول موج‌های مختلف ثبت می‌کنند، اندازه‌گیری می‌شود.

## نگارخانه

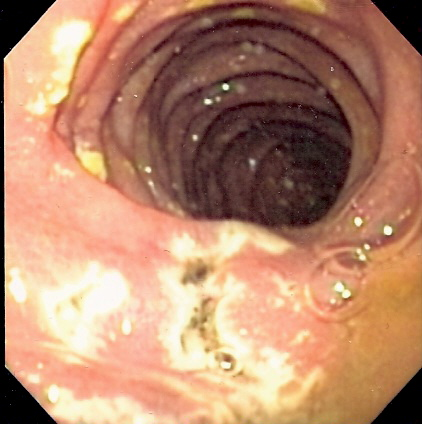
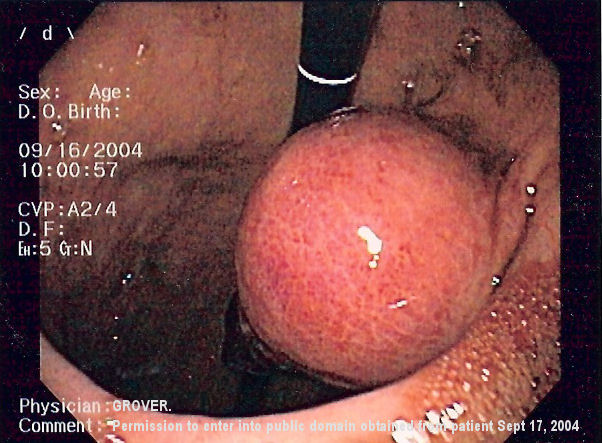
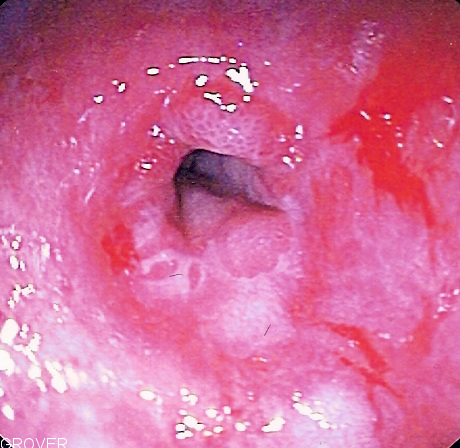
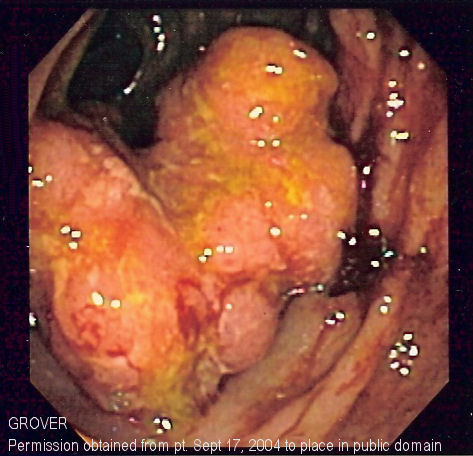
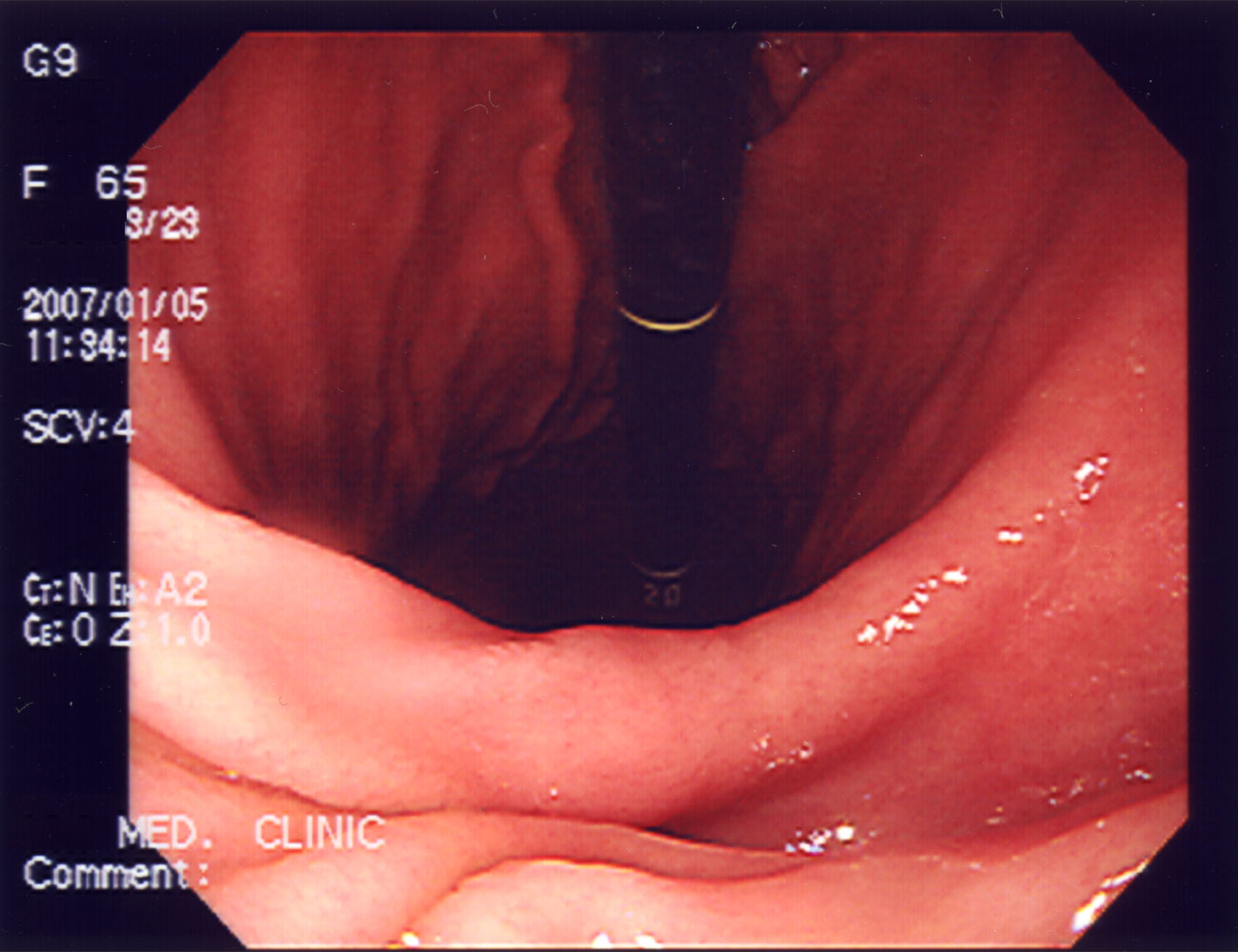
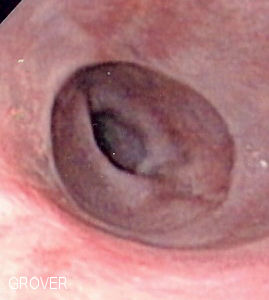

انواع تصاویر درون‌بینانه: